# 78 Геркулеса
78 Геркулеса (лат. 78 Herculis, HD 159139) — одиночная звезда в созвездии Геркулеса на расстоянии приблизительно 272 световых лет (около 83,4 парсек) от Солнца. Видимая звёздная величина звезды — +5,648m. Возраст звезды определён в среднем как около 645 млн лет.

## Характеристики
78 Геркулеса — белая звезда спектрального класса A0, или A1V. Масса — около 2,668 солнечных, радиус — около 2,186 солнечных, светимость — около 38,9 солнечных. Эффективная температура — около 9675 K.

## Планетная система
В 2019 году учёными, анализирующими данные проектов HIPPARCOS и Gaia, у звезды обнаружена планета.